# Waldwiesen im Neuwirtshauser Forst
Das Naturschutzgebiet Waldwiesen im Neuwirtshauser Forst liegt auf dem Gebiet des unterfränkischen Landkreises Bad Kissingen. Das aus vier Teilflächen bestehende Gebiet erstreckt sich nördlich und nordöstlich von Neuwirtshaus, einem Ortsteil der Gemeinde Wartmannsroth, westlich und östlich der A 7.

## Bedeutung
Das 158,41 ha große Gebiet mit der Nr. NSG-00428.01 wurde im Jahr 1992 unter Naturschutz gestellt.